# 大井川鉄道DB51形ディーゼル機関車
大井川鉄道DB51形ディーゼル機関車（おおいがわてつどうDB51がたディーゼルきかんしゃ）は、かつて大井川鉄道（現・大井川鐵道）が所有し、井川線で運用していた液体式15 t級ディーゼル機関車である。

## 概要
1956年（昭和31年）に、加藤製作所でDB51・52の2両が製造された。DB51は同年11月7日に、DB52は同月20日にそれぞれ落成した。

## 車体
全体的な印象はDD100形 101 - 103をダウンサイジングしたような丸みを帯びた形態の凸型車体であるが、搭載エンジンが1位側ボンネットに搭載された1基のみのため、2位側のボンネットが短い。また、全長が短いためか、ボンネットはDD101 - 103とは異なり車体中心線からオフセットせず、中央に設けられている。
運転台は車両限界の範囲で可能な限り大きな屋根断面とされており、DD101 - 103と同程度のスペースが確保されていた。
運転台の妻窓は、ボンネットが中央に置かれたこともあって左右対称配置の2枚窓とされ、国鉄DD42形と同様に、屋根のカーブに合わせた形状となっている。
B形機ながら搭載機関の関係で車体長が長く6.3 mとなったため、軸距と比較してオーバーハング部分が長く、不安定な印象を与える外観であった。
塗装は当初他車と同様、茶色一色であったが、少なくともDB51については中部電力から大井川鉄道への移管後、上半分がクリームで下半分が赤色の客車と共通の塗装に変更されていたことが確認されている。

## 主要機器
駆動系についてもDD101 - 103との共通点が多い。

### エンジン・変速機
搭載エンジンは三菱重工業DE（最大225 PS / 1,000 rpm）を1基搭載、変速機についてもDD101 - 103と共通の液体継手とシンクロ式3段歯車変速機を使用する。
ただし、動力伝達は固定台枠であるためやや異なっており、蒸気機関車のようにサイドロッドを使用することは同様であるが、1位側ボンネットに搭載されたエンジンから取り出された動力は、変速機を経て2位側ボンネット直下に置かれたジャック軸に伝達され、ここから2本の動軸にサイドロッドで伝達される構造とされた。
始動システムはDD100形 101 - 106と共通で、セルモーター＋小型ガソリンエンジンを使用する。

### ブレーキ
従来通りKE14ブレーキ弁を使用する、自動・直通兼用の空気ブレーキ装置と、手ブレーキ装置を備える。
ブレーキワークは2動軸間にすべての機構を収める片押し式で、空気タンクは1位側デッキの下に設置されていた。
なお、撤砂管は2動軸それぞれの外側に設けてあった。

## 運用
DD100形がダム建設の資材輸送に使用されたのに対し、DB51形は主に運材列車に使用された。しかし木材の輸送量が減少したのに加え、ダム建設工事も終了すると、貨物用の機関車は余剰気味となった。旅客列車ではDB1形が主力となり、貨物輸送は主にDD100形を使用することから、DB1形とDD100形の中間程度の大きさであるDB51形は、中途半端な存在となった。このため、DB51が1974年（昭和49年）3月23日付で、DB52が1969年（昭和44年）10月31日付でそれぞれ廃車となった。廃車後、DB51は高山本線飛騨金山駅から分岐する中部電力専用線に、DB52は中部電力の高根水力発電所建設事務所にそれぞれ転出した。
なお、転出後のDB51は1980年代まで中部電力専用線で使用されたが、飛騨金山駅の貨物取扱廃止で専用線が廃止された際に廃車され、解体処分となった。DB52についてはその最後は明らかではないが、恐らくは1969年（昭和44年）の高根第一発電所完成に前後して不要となり、廃車となったと見られている。